# Neoempheria jilinana
Neoempheria jilinana är en tvåvingeart som beskrevs av Wu och Yang 1993. Neoempheria jilinana ingår i släktet Neoempheria och familjen svampmyggor. Inga underarter finns listade i Catalogue of Life.